# Katharine McPhee
Katharine Hope McPhee (Los Angeles, 25 marzo 1984) è una cantante e attrice statunitense.
Ottenne il successo con la sua partecipazione al programma American Idol, dove si è piazzata al secondo posto nella quinta edizione. Figlia del produttore televisivo Daniel McPhee e della vocal coach Peisha Burch. La madre fece parte del cast del programma che la rese famosa dal 2011 fino alla sua conclusione nel 2016.

## Carriera

### Il debutto (2007)
Dopo la partecipazione di Katharine McPhee al programma televisivo American Idol, scoppiò negli Stati Uniti la "Mcpheever" (crasi del cognome "McPhee" e di fever, "febbre" in inglese): la cantante raggiunse una grande popolarità e uscì in quel periodo suo primo singolo, My Destiny, presentato già come ultima canzone ad American Idol. Fu la sua prima hit nella "top 20".
McPhee iniziò subito un tour internazionale con Andrea Bocelli. Successivamente intraprese un tour anche con American Idol.
Il 30 gennaio 2007 uscì suo primo CD Katharine McPhee, che si è piazzato al secondo posto nella classifica statunitense.
Il suo singolo di debutto, Over It, arrivò al ventinovesimo posto nella classifica e arrivò al primo posto nella classifica di Total Request Live. Il secondo singolo, Love Story, invece arrivò al quinto posto.
Katharine McPhee fu invitata immediatamente nei salotti più importanti della tv mondiale e il suo album fu uno dei più scaricati negli USA in quel periodo.

### Collaborazioni e primi passi nel cinema (2008)
Con la produzione di David Foster, Katharine McPhee ha pubblicato in quel periodo un singolo per la pubblicità della Japanese Airlines dal titolo There With You, una romantica ballata con melodie decise e senza dubbio di successo. A marzo 2008 è uscito il singolo Real Love della Randy Jackson Production, che vede McPhee duettare con Elliot Yamin, già visto nella stessa stagione di American Idol.
Arriva in questo periodo l'opportunità di partecipare al suo primo progetto cinematografico, ovvero La coniglietta di casa, in cui Katharine McPhee segna il suo debutto nel mondo del cinema. In questa pellicola è affiancata da Emma Stone e Rumer Willis. Per lo stesso film McPhee ha girato un videoclip e cantato la colonna sonora ufficiale, ovvero la hit I Know What Boys Like, disponibile inizialmente solo su iTunes.
Poco dopo, nella primavera del 2008, ha preso parte alla realizzazione della colonna sonora del film d'animazione Barbie e il castello di diamanti cantando Connected, una hit su produzione del gruppo Room For Two che ottenne un grande successo in termini di vendite.
Prese parte anche ad un episodio della serie TV Ugly Betty come guest star.
Intorno al mese di maggio dello stesso anno Katharine McPhee torna ad American Idol come guest, e canta con David Foster la canzone Something. Nello stesso periodo prese parte anche al David Foster & Friends, cantando con il suo collega Andrea Bocelli. Poco dopo, al concerto di Chris Botti, ha cantato la canzone I've Got You Under My Skin. In quella sera fu presentata come una vera e propria star dallo stesso Chris, che l'ha introdotta dicendo: "Tutto il mondo ha una cotta per lei, io ce l'ho".
Nello stesso anno Katharine si sposa con l'attore e produttore Nick Cokas. La cerimonia si è svolta a Beverly Hills, ed erano presenti molte star di Hollywood tra cui Rumer Willis e la cantante country Kellie Pickler.

### Unbroken(2009)
Nel 2009 firma un contratto discografico con la Verve Forecast e annuncia l'uscita del suo nuovo album dal titolo Unbroken.
Il primo singolo estratto è Had It All, subito primo nelle classifiche. Numerosi sono gli spettacoli di presentazione del nuovo album, sia in TV che in radio. Il disco esce il 5 gennaio 2010.
Il secondo singolo estratto dall'album è Terrified, scritto da Kara Dioguardi e da Jason Reeves in seguito duettata anche con l'attore Zachary Levi.
Sono stati pubblicati anche altri due singoli, ovvero Say Goodbye, utilizzato come colonna sonora di un episodio della serie televisiva CSI, e Lifetime, uscito il 10 novembre 2010.
Katharine McPhee in questo disco ha collaborato con molti cantautori di successo quali Rachael Yamagata, Kara Dioguardi e Jason Reeves.
Il produttore è John Alagia, che porta dietro a sé il successo di Wild Hope, il quinto album della cantautrice folk/country/pop Mandy Moore.
Nello stesso periodo McPhee prende parte al tributo per le vittime del terremoto di Haiti cantando insieme a star come Céline Dion, Pink (cantante) e Barbara Streisand nella canzone We Are The World.

### Christmas Is the Time to Say I Love You(2010)
Katharine Mcphee pubblica l'album natalizio Christmas Is the Time to Say I Love You il 29 novembre 2010. Il primo singolo è la classica Jingle Bells, riarrangiata in una versione blues. Nello stesso periodo, per il video musicale, McPhee crea sul suo profilo Facebook una campagna a cui potevano partecipare anche i suoi fan, che mandando un video amatoriale della canzone avrebbero preso parte al video musicale.
Il secondo singolo è It's Not Christmas Without You, un brano molto introspettivo scritto dalla stessa cantante. "Non volevo che quest'album fosse solo una raccolta di vecchie canzoni da arrangiare nuovamente; volevo portare qualcosa di mio anche in questo album natalizio" - ha affermato la McPhee.

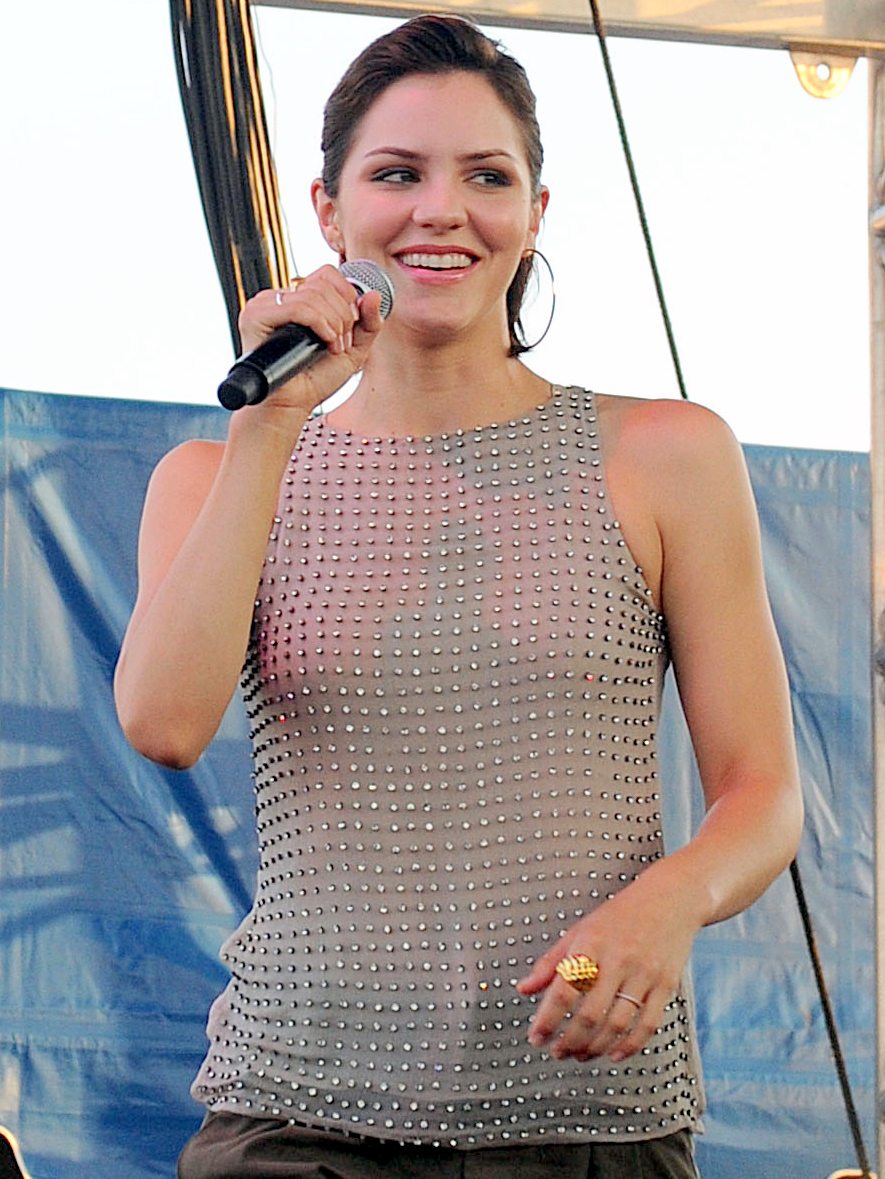
Katharine McPhee nel 2010

Il terzo singolo è Have Yourself a Merry Little Christmas, canzone che vede la collaborazione con Chris Botti. Il brano è di scopo puramente promozionale, e ha ottenuto molto successo durante il periodo natalizio. L'album ha venduto 300 000 copie.

### La svolta cinematografica e telefilmica (2011)
Nel 2011 Katharine McPhee è la protagonista di due pellicole cinematografiche che usciranno per la fine dell'estate, Shark Night 3D e You May Not Kiss the Bride. Grazie ad entrambi i film, McPhee prende notorietà anche sul grande schermo. Dopo una piccola apparizione come protagonista di puntata della famosissima serie CSI, Katharine viene contattata da Steven Spielberg per prendere parte ad una nuova serie musical di cui è produttore: Smash; la serie ha buoni risultati sulle reti NBC e in essa McPhee interpreta la parte da protagonista di Karen Kartwright, una ragazza timida ma con un gran temperamento, che darà il massimo per ottenere la parte di Marilyn Monroe. 
Con questa serie TV Katharine riesce ad ottenere una grande visibilità e il suo nome comincia anche a diffondersi sui social network.
A giugno 2011 arriva la notizia che Katharine McPhee ha firmato un contratto discografico con la Columbia Records, la stessa casa discografica che cura le canzoni delle serie televisive Glee e Smash. Finite le riprese della prima stagione TV, McPhee parte in Africa per Malaria No More, un'associazione contro la malaria di cui è rappresentante.
Il 1º maggio 2012 viene pubblicata la compilation di Smash, in cui vi sono le canzoni cantate da McPhee e dagli altri componenti del cast. Il primo singolo è Beautiful, una cover della celebre canzone di Christina Aguilera. Il secondo singolo è la hit Touch Me, brano scritto appositamente per Katharine McPhee da Ryan Tedder (OneRepublic).
Ha preso parte ai Golden Globe 2013 ed è stata la cover girl di molti mensili di moda, tra cui Lucky Magazine e Women's Health.
Il 28 marzo 2013 Katharine torna sul palco di American Idol come super ospite, cantando in duetto con gli OneRepublic il loro singolo If I Lose Myself.
Nel marzo 2014 viene annunciata la sua partecipazione alla serie televisiva Scorpion, che debutta nel settembre 2014.

### Hysteria (2015)
Il 26 maggio 2015 Katharine Annuncia l'uscita del nuovo singolo "Lick My Lips", che anticipa il nuovo album di inediti dal titolo "Hysteria", il cui lancio sul mercato è fissato per il 18 settembre 2015. Questo nuovo progetto musicale vanta collaborazioni con molti artisti del panorama musicale mondiale fra cui Ryan Tedder, Isabella Summer, e Sia; grandissima artista che ha scritto e prodotto canzoni per Beyonce, Rihanna, e Celine Dion. Dall'agosto 2015 è possibile preordinare "Hysteria" su Amazon.com, Apple Music, e ITunes, ottenendo gratuitamente 3 delle 12 tracce presenti nell'album. "Lick My Lips" che è ufficialmente il primo singolo, e altre due tracce quali "Stranger Than Fiction", e "Love Strikes".
Nel giugno 2019 Katherine sposa il produttore discografico David Foster presso la St. Yeghiche Armenian Church di Londra, e nell’ottobre 2020 delle fonti hanno rivelato che erano in attesa del loro primo figlio.
La coppia ha poi confermato alla stampa la nascita del loro primo figlio in data 24 febbraio 2021.

## Discografia

### Album
- 2007 - Katharine McPhee
- 2010 - Unbroken
- 2010 - Christmas Is the Time to Say I Love You
- 2015 - Hysteria
- 2017 - I Fall In love Too Easily

### Partecipazioni a colonne sonore
- 2012 - The Music of Smash
- 2013 - Bombshell

### Singoli dagli album e dalle compilation
In ordine di uscita:
- My Destiny (2007)
- Over It (2007)
- Love Story (2008)
- Dangerous (2008)
- Real Love Feat Elliot Yamin (2008)
- Connected (2008)
- There with you (2008)
- Let Your Heart Sing (2008)
- Had it All (2010)
- Terrified (2010)
- Say Goodbye (2010)
- Lifetime (2010)
- Jingle Bell (2010)
- It's not christmas without you (2010)
- Have Yourself a Merry Little Christmas (2010)
- Beautiful (2011)
- Touch Me (2012)
- Lick My Lips (2015)
- Stranger Than Fiction (2015)
- Night and Day (2017)

## Filmografia

### Cinema
- La coniglietta di casa (The House Bunny), regia di Fred Wolf (2008)
- Shark Night - Il lago del terrore (Shark Night), regia di David R. Ellis (2011)
- Peace, Love & Misunderstanding, regia di Bruce Beresford (2012)
- Bayou Caviar - Il prezzo da pagare (Bayou Caviar), regia di Cuba Gooding Jr. (2018)

### Televisione
- American Idol – programma TV, 31 episodi (2006) – concorrente
- Lonelygirl15 (lonelygirl15) – webserie, episodio 118 (2007)
- Ugly Betty – serie TV, episodio 1x14 (2007)
- CSI: NY – serie TV, episodio 5x20 (2009)
- Community – serie TV, episodio 1x18 (2010)
- The Voice – programma TV (2011) – ospite
- Smash – serie TV, 32 episodi (2012-2013)
- Ho sognato l'amore (In My Dreams), regia di Kenny Leon – film TV (2014)
- Scorpion – serie TV, 93 episodi (2014-2018)
- Lip Sync Battle – programma TV (2016) – concorrente
- Country Comfort – serie

### Teatro
- 2005: Annie Get Your Gun – nel ruolo di Annie Oakley (Cabrillo Music Theatre)
- 2018-20: Waitress – nel ruolo di Jenna Hunterson (Brooks Atkinson Theatre)
- 2019: Waitress – nel ruolo di Jenna Hunterson (Adelphi Theatre)

### Doppiatrice
- I Griffin (Family Guy) – serie animata, episodio 10x18 (2012)

## Doppiatrici italiane
Nelle versioni in italiano delle opere in cui ha recitato, Katharine McPhee è stata doppiata da:
- Alessia Amendola in Scorpion, La coniglietta di casa
- Laura Facchin in CSI: NY
- Loretta Di Pisa in Community
- Francesca Manicone in Ho sognato l'amore
- Domitilla D'Amico in Smash
- Benedetta Ponticelli in Country Confort
- Eleonora Reti in Shark Night - Il lago del terrore

## Esibizioni adAmerican Idol
1. Since I Fell for You (Barbra Streisand)
2. All in Love Is Fair (Stevie Wonder)
3. Think (Aretha Franklin)
4. Until You Come Back to Me (Stevie Wonder)
5. Come Rain or Come Shine (Ella Fitzgerald)
6. The Voice Within (Christina Aguilera) - Bottom 2 03/29/06
7. Bringing Out the Elvis (Faith Hill)
8. Who Wants to Live Forever (Queen)
9. Someone to Watch Over Me (Frank Sinatra)
10. I Have Nothing (Whitney Houston) - Top 2 04/26/06
11. Against All Odds (Take a Look at Me Now) (Phil Collins)
12. Black Horse and the Cherry Tree (KT Tunstall)
13. Hound Dog / All Shook Up (Elvis Presley) - Bottom 2 05/10/06
14. Can't Help Falling in Love (Elvis Presley) - Bottom 2 05/10/06
15. I Believe I Can Fly (R. Kelly)- Top 2 5/17/06
16. Over the Rainbow (Eva Cassidy) - Top 2 5/17/06
17. I Ain't Got Nothing But the Blues (Ella Fitzgerald) - Top 2 5/17/06
18. Black Horse and the Cherry Tree (KT Tunstall) - Runner-Up 5/24/06
19. Over the Rainbow (Judy Garland) - Runner-Up 5/24/06
20. My Destiny - Runner-Up 5/24/06